# Leucania viettei
Leucania viettei là một loài bướm đêm trong họ Noctuidae.